# Norwich
Norwich város az Egyesült Királyság területén, Anglia keleti részén, Norfolk grófság székhelye. Londontól kb. 160 km-re ÉK-re fekszik. Lakosainak száma mintegy 135 ezer fő volt 2012-ben.

## Története
Már a római korban létezett jelentős település a mai város közelében.
Norwichot először az angolszászok vették körül fallal a 9. században. (Óvárosának szabálytalan utcahálózata ma is a középkort idézi.) 1004-ben a vikingek szinte teljesen elpusztították, később a normannok hoztak létre itt erődítményt. A 12. század elején flamand bevándorlók telepedtek le a városban. A textilgyártás révén hamarosan virágzó kereskedővárossá fejlődő Norwich lett Anglia második legnagyobb városa, és az is maradt egészen a 19. századi ipari forradalomig. A második világháborúban komoly bombázásokat szenvedett.

## Éghajlat
| Hónap                         | Jan. | Feb. | Már. | Ápr. | Máj. | Jún. | Júl. | Aug. | Szep. | Okt. | Nov. | Dec. | Év   |
| ----------------------------- | ---- | ---- | ---- | ---- | ---- | ---- | ---- | ---- | ----- | ---- | ---- | ---- | ---- |
| Átlagos max. hőmérséklet (°C) | 6,9  | 7,2  | 9,7  | 11,7 | 15,3 | 18,4 | 20,8 | 21,2 | 18,4  | 14,4 | 10,1 | 7,9  | 13,5 |
| Átlagos min. hőmérséklet (°C) | 1,2  | 1,0  | 2,6  | 4,2  | 7,0  | 9,8  | 12,0 | 11,9 | 10,1  | 7,1  | 3,8  | 2,3  | 6,1  |
| Átl. csapadékmennyiség (mm)   | 54   | 43   | 43   | 44   | 47   | 49   | 64   | 60   | 58    | 68   | 68   | 60   | 658  |
| Forrás:                       |      |      |      |      |      |      |      |      |       |      |      |      |      |

## Testvérvárosok
- Rouen (Franciaország)
- El Viejo (Nicaragua)
- Koblenz (Németország)
- Novi Sad (Szerbia)

## Fordítás
Ez a szócikk részben vagy egészben  a   Norwich című angol Wikipédia-szócikk fordításán alapul.  Az eredeti cikk szerkesztőit annak laptörténete sorolja fel. Ez a jelzés csupán a megfogalmazás eredetét és a szerzői jogokat jelzi, nem szolgál a cikkben szereplő információk forrásmegjelöléseként.